# European Sports Media
European Sports Media (ESM) è un'associazione europea di pubblicazioni legate al calcio.
I membri dell'associazione sono:
- A Bola
- Fanatik
- ELF Voetbal
- kicker
- Sport-Express
- Sport Voetbal Magazine
- Tipsbladet
- Telesport
- Frankfurter Allgemeine
- World Soccer
- Marca
- So Foot
- Nemzeti Sport
- La Gazzetta dello Sport

## Membri dell'ESM
I membri di questo gruppo elegge al livello europeo una "Squadra del Mese" e annualmente un "Team of the Year" (squadra europea dell'anno).
Le riviste fondatrici di ESM furono:
- A Bola (Portogallo)
- Don Balón (Spagna)
- Foot Magazine (Belgio)
- kicker (Germania)
- La Gazzetta dello Sport (Italia)
- Onze Mondial (Francia)
- Sport (Svizzera)
- Voetbal international (Olanda)
- World Soccer (Regno Unito)

Nel 1997 Onze Mondial fu sostituito da France Football in qualità di rappresentante della Francia; Sport andò in bancarotta alla fine del 1999; France Football lasciò il gruppo prima della stagione 2001/02; al suo posto all'inizio del 2002 venne aggiunto Express (Russia) e Fanatik (Turchia) entrò nel gruppo nel 2003. Nel corso dell'estate di quell'anno, Tipsbladet (Danimarca) sì unì al gruppo.
Dal 2004 Afrique Football (Francia) fa parte di ESM come membro associato. Nel 2007 Soccer Weekly of China è stato accettato come 10° membro di ESM, il primo extra-europeo.

## Scarpa d'oro
Dal 1996 ESM premia i migliori bomber europei con la "Scarpa d'oro".

## Squadra dell'anno ESM

### 1994-1995
| Portieri   | Difensori                                                | Centrocampisti                                | Attaccanti                                  |
| ---------- | -------------------------------------------------------- | --------------------------------------------- | ------------------------------------------- |
| Vítor Baía | Danny Blind Paolo Maldini Frank Rijkaard Matthias Sammer | Michael Laudrup Jari Litmanen Gianfranco Zola | Jürgen Klinsmann Alan Shearer Iván Zamorano |

### 1995-1996
| Portieri          | Difensori                                             | Centrocampisti                                       | Attaccanti               |
| ----------------- | ----------------------------------------------------- | ---------------------------------------------------- | ------------------------ |
| Edwin van der Sar | Laurent Blanc Danny Blind Frank de Boer Paolo Maldini | Alessandro Del Piero Jari Litmanen Raí Mehmet Scholl | Éric Cantona George Weah |

### 1996-1997
| Portieri       | Difensori                                                   | Centrocampisti                                                   | Attaccanti          |
| -------------- | ----------------------------------------------------------- | ---------------------------------------------------------------- | ------------------- |
| Angelo Peruzzi | Jocelyn Angloma Roberto Carlos Ciro Ferrara Fernando Hierro | Alessandro Del Piero Luis Enrique Raúl González Clarence Seedorf | Ronaldo Davor Šuker |

### 1997-1998
| Portieri       | Difensori                                                 | Centrocampisti                                                  | Attaccanti              |
| -------------- | --------------------------------------------------------- | --------------------------------------------------------------- | ----------------------- |
| Angelo Peruzzi | Laurent Blanc Roberto Carlos Fernando Hierro Gary Neville | Alessandro Del Piero Luís Figo Fernando Redondo Zinédine Zidane | Ronaldo Christian Vieri |

### 1998-1999
| Portieri   | Difensori                                              | Centrocampisti                                           | Attaccanti                      |
| ---------- | ------------------------------------------------------ | -------------------------------------------------------- | ------------------------------- |
| Carlos Roa | Laurent Blanc Bixente Lizarazu Jaap Stam Lilian Thuram | David Beckham Stefan Effenberg Siniša Mihajlović Rivaldo | Gabriel Batistuta Raúl González |

### 1999-2000
| Portieri    | Difensori                                                      | Centrocampisti                                   | Attaccanti                    |
| ----------- | -------------------------------------------------------------- | ------------------------------------------------ | ----------------------------- |
| Oliver Kahn | Jocelyn Angloma Roberto Carlos Paolo Maldini Siniša Mihajlović | Luís Figo Roy Keane Rivaldo Juan Sebastián Verón | Raúl González Andrij Ševčenko |

### 2000-2001
| Portieri    | Difensori                                                   | Centrocampisti                             | Attaccanti                                 |
| ----------- | ----------------------------------------------------------- | ------------------------------------------ | ------------------------------------------ |
| Oliver Kahn | Jocelyn Angloma Roberto Carlos Sami Hyypiä Alessandro Nesta | Gaizka Mendieta Pavel Nedvěd Mehmet Scholl | Francesco Totti Hernán Crespo Michael Owen |

### 2001-2002
| Portieri        | Difensori                                       | Centrocampisti                                                 | Attaccanti                          |
| --------------- | ----------------------------------------------- | -------------------------------------------------------------- | ----------------------------------- |
| Francesco Toldo | Roberto Carlos Lúcio Carles Puyol Walter Samuel | Michael Ballack Rubén Baraja Fredrik Ljungberg Zinédine Zidane | Ruud van Nistelrooy Christian Vieri |

### 2002-2003
| Portieri         | Difensori                                                  | Centrocampisti                              | Attaccanti                               |
| ---------------- | ---------------------------------------------------------- | ------------------------------------------- | ---------------------------------------- |
| Gianluigi Buffon | Paolo Maldini Carles Puyol Lilian Thuram Daniel Van Buyten | Roberto Carlos Pavel Nedvěd Zinédine Zidane | Mateja Kežman Roy Makaay Christian Vieri |

### 2003-2004
| Portieri        | Difensori                                                 | Centrocampisti                                           | Attaccanti                    |
| --------------- | --------------------------------------------------------- | -------------------------------------------------------- | ----------------------------- |
| Timo Hildebrand | Roberto Ayala Roberto Carlos Paulo Ferreira Walter Samuel | Ludovic Giuly Ronaldinho Francesco Totti Zinédine Zidane | Thierry Henry Andrij Ševčenko |

### 2004-2005
| Portieri  | Difensori                               | Centrocampisti                                | Attaccanti                                |
| --------- | --------------------------------------- | --------------------------------------------- | ----------------------------------------- |
| Petr Čech | Fabio Cannavaro Carles Puyol John Terry | Deco Frank Lampard Ronaldinho Mark van Bommel | Samuel Eto'o Arjen Robben Andrij Ševčenko |

### 2005-2006
| Portieri  | Difensori               | Centrocampisti                                                  | Attaccanti                          |
| --------- | ----------------------- | --------------------------------------------------------------- | ----------------------------------- |
| Petr Čech | Cris Lúcio Carles Puyol | Esteban Cambiasso Juninho Pernambucano Frank Lampard Ronaldinho | Samuel Eto'o Lionel Messi Luca Toni |

### 2006-2007
| Portieri       | Difensori                                | Centrocampisti                                                         | Attaccanti                                        |
| -------------- | ---------------------------------------- | ---------------------------------------------------------------------- | ------------------------------------------------- |
| Grégory Coupet | Dani Alves Marco Materazzi Nemanja Vidić | Cristiano Ronaldo Juninho Pernambucano Dejan Stanković Francesco Totti | Didier Drogba Zlatan Ibrahimović Frédéric Kanouté |

### 2007-2008
| Portieri      | Difensori                                                   | Centrocampisti                                | Attaccanti                                      |
| ------------- | ----------------------------------------------------------- | --------------------------------------------- | ----------------------------------------------- |
| Iker Casillas | Rio Ferdinand William Gallas Christian Panucci Sergio Ramos | Cristiano Ronaldo Cesc Fàbregas Franck Ribéry | Zlatan Ibrahimović Lionel Messi Fernando Torres |

### 2008-2009
| Portieri          | Difensori                       | Centrocampisti                              | Attaccanti                          |
| ----------------- | ------------------------------- | ------------------------------------------- | ----------------------------------- |
| Edwin Van der Sar | Nemanja Vidić John Terry Maicon | Lionel Messi Steven Gerrard Xavi Dani Alves | Samuel Eto'o Vedad Ibišević Grafite |

### 2009-2010
| Portieri    | Difensori               | Centrocampisti                                         | Attaccanti                             |
| ----------- | ----------------------- | ------------------------------------------------------ | -------------------------------------- |
| Júlio César | Lúcio John Terry Maicon | Wesley Sneijder Frank Lampard Cesc Fàbregas Dani Alves | Lionel Messi Wayne Rooney Arjen Robben |

### 2010-2011
| Portieri      | Difensori                                          | Centrocampisti                 | Attaccanti                                  |
| ------------- | -------------------------------------------------- | ------------------------------ | ------------------------------------------- |
| Víctor Valdés | Mats Hummels Nemanja Vidić Gerard Piqué Dani Alves | Andrés Iniesta Nuri Şahin Xavi | Lionel Messi Samuel Eto'o Cristiano Ronaldo |

### 2011-2012
| Portieri     | Difensori                                         | Centrocampisti                   | Attaccanti                                   |
| ------------ | ------------------------------------------------- | -------------------------------- | -------------------------------------------- |
| Manuel Neuer | Mats Hummels Thiago Silva Sergio Ramos Dani Alves | Andrea Pirlo Andrés Iniesta Xavi | Lionel Messi Shinji Kagawa Cristiano Ronaldo |

### 2012-2013
| Portieri     | Difensori                            | Centrocampisti                                                  | Attaccanti                                        |
| ------------ | ------------------------------------ | --------------------------------------------------------------- | ------------------------------------------------- |
| Manuel Neuer | Giorgio Chiellini Dante Philipp Lahm | Gareth Bale İlkay Gündoğan Thomas Müller Bastian Schweinsteiger | Lionel Messi Zlatan Ibrahimović Cristiano Ronaldo |

### 2013-2014
| Portieri         | Difensori                                   | Centrocampisti                       | Attaccanti                                       |
| ---------------- | ------------------------------------------- | ------------------------------------ | ------------------------------------------------ |
| Thibaut Courtois | Gerard Piqué Pepe Mehdi Benatia David Alaba | Yaya Touré Philipp Lahm Arturo Vidal | Cristiano Ronaldo Luis Suárez Zlatan Ibrahimović |

### 2014-2015
| Portieri         | Difensori                                                      | Centrocampisti                         | Attaccanti                                 |
| ---------------- | -------------------------------------------------------------- | -------------------------------------- | ------------------------------------------ |
| Gianluigi Buffon | Gerard Piqué Sergio Ramos Giorgio Chiellini Branislav Ivanović | Cesc Fàbregas Arjen Robben Eden Hazard | Cristiano Ronaldo Luis Suárez Lionel Messi |

### 2015-2016
| Portieri     | Difensori                                    | Centrocampisti                         | Attaccanti                               |
| ------------ | -------------------------------------------- | -------------------------------------- | ---------------------------------------- |
| Keylor Navas | Marcelo Diego Godín Gerard Piqué Filipe Luís | Paul Pogba Ángel Di María N'Golo Kanté | Luis Suárez Gonzalo Higuaín Lionel Messi |

### 2016-2017
| Portieri         | Difensori                                        | Centrocampisti                   | Attaccanti                                    |
| ---------------- | ------------------------------------------------ | -------------------------------- | --------------------------------------------- |
| Gianluigi Buffon | Marcelo Sergio Ramos David Luiz Leonardo Bonucci | N'Golo Kanté Thiago Paulo Dybala | Cristiano Ronaldo Lionel Messi Edinson Cavani |

### 2017-2018
| Portieri              | Difensori                                                   | Centrocampisti                             | Attaccanti                        |
| --------------------- | ----------------------------------------------------------- | ------------------------------------------ | --------------------------------- |
| Marc-André ter Stegen | Giorgio Chiellini Samuel Umtiti Nicolás Otamendi Jordi Alba | Andrés Iniesta Kevin De Bruyne David Silva | Mohamed Salah Lionel Messi Neymar |

### 2018-2019
| Portieri              | Difensori                                              | Centrocampisti                    | Attaccanti                                |
| --------------------- | ------------------------------------------------------ | --------------------------------- | ----------------------------------------- |
| Marc-André ter Stegen | Joshua Kimmich Virgil van Dijk Gerard Piqué Jordi Alba | Eden Hazard Paul Pogba Marco Reus | Lionel Messi Sadio Mané Cristiano Ronaldo |

### 2019-2020
| Portieri              | Difensori                                                               | Centrocampisti                                  | Attaccanti                                     |
| --------------------- | ----------------------------------------------------------------------- | ----------------------------------------------- | ---------------------------------------------- |
| Marc-André ter Stegen | Trent Alexander-Arnold Virgil van Dijk Dayot Upamecano Andrew Robertson | Kevin De Bruyne Jordan Henderson Ángel Di María | Erling Haaland Robert Lewandowski Lionel Messi |

### 2020-2021
| Portieri  | Difensori                                         | Centrocampisti                                 | Attaccanti                                    |
| --------- | ------------------------------------------------- | ---------------------------------------------- | --------------------------------------------- |
| Jan Oblak | João Cancelo Rúben Dias John Stones Achraf Hakimi | Kevin De Bruyne İlkay Gündoğan Bruno Fernandes | Lionel Messi Karim Benzema Robert Lewandowski |